# Олимпикский сурок
Олимпикский сурок, или олимпийский сурок (лат. Marmota olympus) — млекопитающее из семейства беличьих отряда грызунов.

## Описание
Олимпийский сурок — самый крупный из сурков, масса его тела может достигать 7,1 кг. Количество запасаемого в организме жира может доходить до 53 % от общей массы тела, что является наибольшим значением среди всех сурков.

## Ареал и места обитания
Олимпикский сурок является эндемиком гор Олимпик (Олимпийских гор), расположенных на одноимённом полуострове на западе штата Вашингтон на северо-западе США в Северной Америке. Почти весь ареал вида, площадь которого составляет около 1800 км², находится в пределах национального парка Олимпик. Сурки обитают на верхних склонах гор на высотах от 920 до 1990 м над уровнем моря, при этом большинство сурков населяет альпийские луга на высоте от 1500 до 1750 м. В редких случаях олимпикские сурки спускаются в предгорья и встречаются на высотах от 30—200 м. Типичными местами обитания олимпикских сурков являются субальпийские и альпийские луга и осыпающиеся склоны поблизости от границы леса. Многие колонии сурков расположены на южных склонах гор, где пищи, вероятно, больше из-за более раннего таяния снега.

## Образ жизни и размножение
Олимпикские сурки обычно живут в группах, состоящих из одного самца, двух самок и их потомства. Зимуют все члены группы вместе в одной норе. Зимняя спячка длится, по всей видимости, около восьми месяцев. Спаривание происходит весной, вскоре после выхода из спячки. Помет из четырех или пяти детёнышей появляется в конце мая — начале июня. Детёныши сурков остаются с родителями до двухлетнего возраста, в это время самки не производят новых выводков. Размножаться молодые сурки начинают в возрасте 3 лет.

## Питание
Питаются различными травянистыми растениями.